# Rachel Field
Pour les articles homonymes, voir Field.
Rachel Lyman Field (19 septembre 1894 - 15 mars 1942) est une romancière américaine, poétesse et écrivaine de fiction pour enfants. Elle est surtout connue pour son roman Hitty, Her First Hundred Years, gagnant de la médaille Newbery de 1930. Field a également remporté un National Book Award, un Newbery Honor et deux de ses livres figurent sur la liste des Lewis Carroll Shelf Award.

## Biographie
Field est une descendante de David Dudley Field, le premier pasteur et écrivain de la Nouvelle-Angleterre. Elle grandit à Stockbridge, dans le Massachusetts. Son premier travail publié est un essai intitulé « A Winter Walk » imprimé dans le St. Nicholas Magazine quand elle avait 16 ans. Elle fait ses études au Radcliffe College où elle étudie l'écriture avec George Pierce Baker.
Selon Ruth Hill Viguers, éditrice du Horn Book Magazine entre 1958 et 1967, Field avait « quinze ans lorsqu'elle a visité le Maine pour la première fois et est tombée sous le charme de sa « côte parsemée d'îles ». Calico Bush (1931) se distingue toujours comme une recréation presque parfaite de personnes et de lieu dans une histoire de courage, sobre et belle. » .
Field épouse Arthur S. Pederson en 1935, avec qui elle collabore en 1937 sur To See Ourselves. En 1938, une de ses pièces fut adaptée pour le film britannique The Londonderry Air. Elle réussit également en tant qu'auteur de fiction pour adultes, écrivant les best-sellers Time Out of Mind (1935), All This and Heaven Too (1938) et And Now Tomorrow (1942). Les trois romans ont été adaptés en tant que films : Désirs de bonheur (Time Out of Mind, 1947), L'Étrangère (All This, and Heaven Too, 1940) et Le bonheur est pour demain (And Now Tomorrow, 1944). Field écrit également les paroles de la version anglaise de " Ave Maria " de Franz Schubert utilisée dans le film de Disney Fantasia.
Elle écrit également une histoire sur la nativité de Jésus : All Through the Night. Elle déménage à Hollywood, où elle vit avec son mari et sa fille. 
Rachel Field meurt à l'hôpital Good Samaritan de Los Angeles le 15 mars 1942 d'une pneumonie à la suite d'une opération.

## Récompenses
Hitty, Her First Hundred Years reçoit la médaille Newbery en 1930, pour sa « contribution la plus remarquable de l'année à la littérature américaine pour enfants ».
Le livre Prayer for a Child (La prière pour un enfant, posthume) de 1944, avec une histoire de Field et des illustrations d' Elizabeth Orton Jones, remporte la médaille Caldecott le reconnaissant comme le « livre illustré pour enfants le plus distingué » de l'année publié aux États-Unis.
Hitty et Prayer for a Child ont tous deux été nommés sur la liste des livres du Lewis Carroll Shelf Award réputés appartenir « à la même bibliothèque » que le roman Alice de Carroll. Prayer for a Child fait partie des dix-sept sélections inaugurales de 1958, livres qui ont été initialement publiées entre 1893 et 1957. Hitty a été ajouté en 1961.
Time Out of Mind remporte l'un des premiers National Book Awards en tant que roman le plus distingué de 1935, voté par l'American Booksellers Association,.

## Œuvres
Liste non exhaustive :
- (en) The Pointed People, 1924, poésie
- (en) Six Plays, 1924, drama
- (en) Taxis and Toadstools, 1926, poésie
- (en) Eliza and the Elves, 1926, fiction
- (en) The Magic Pawnshop, 1927, fiction
- (en) The Cross-Stitch Heart And Other One-Act Plays, 1927, drama
- (en) Little Dog Toby, 1928, fiction
- (en) Hitty, Her First Hundred Years, 1929, fictionMédaille Newbery 1930
- (en) Calico Bush, 1931, fiction
- (en) Just Across The Street, 1933, fiction
- (en) Branches Green, 1934, poésie
- (en) Susanna B And William C, 1934, fiction
- (en) God's Pocket, 1934, historique
- (en) Time Out Of Mind, 1935, fiction
- (en) To See Ourselves, 1937, fictionÉcrit avec Arthur Pederson.
- (en) All This and Heaven Too, 1938basé sur une histoire vraie
- (en) All Through the Night, 1940, histoire de la nativité
- (en) And Now Tomorrow, 1942, fiction
- (en) Prayer for a Child, 1944, livre illustréillustré par Elizabeth Orton Jones ; Médaille Caldecott 1945